# Imrich Karvaš
Imrich Karvaš (25. února 1903 Varšany – 22. února 1981 Bratislava) byl slovenský a československý ekonom a politik, koncem první republiky krátce ministr bez portfeje, za druhé republiky ministr průmyslu, obchodu a živností, za Slovenského státu guvernér Slovenské národní banky, podpořil Slovenské národní povstání, po roce 1948 byl politicky pronásledován a vězněn.

## Život

### Předválečná činnost
Pocházel z rodiny notáře. Absolvoval gymnázium Skalica a vystudoval Právnickou fakultu Univerzity Komenského, kde promoval roku 1925 a kde pak působil jako pedagog. Roku 1930 získal titul docenta, v roce 1934 se stal mimořádným a roku 1940 řádným profesorem národohospodářství. Za první republiky také zastával funkce tajemníka Svazu slovenských bank (1930–1933), generálního tajemníka Národohospodářskeho ústavu Slovenska a Podkarpatské Rusi (1932–1938) a viceprezidenta Exportního ústavu v Praze. V roce 1937 absolvoval přednáškové turné v USA a byl členem Econometric Society v Colorado Springs. Patřil do okruhu agrárních autonomistů (takzvaných zemistů) a byl stoupencem Milana Hodži.
K roku 1938 se uvádí jako profesor Komenského univerzity. Od 24. září 1938 zastával funkci ministra bez portfeje v první vládě Jana Syrového. Na postu setrval do 4. října 1938. V následné druhé vládě Jana Syrového byl od října do prosince 1938 ministrem průmyslu, obchodu a živností.

### Slovenská samostatnost
Po vzniku Slovenského státu byl v dubnu 1939 jmenován guvernérem Slovenské národní banky. Ve funkci řešil zúčtování platebních transakcí mezi samostatným Slovenskem a nacistickým Německem nebo zachování bezcelního styku s Protektorátem Čechy a Morava. V lednu 1940 podal nótu k německé vládě, aby z procesu arizace v Protektorátu Čechy a Morava byli vyjmuti židé se slovenským občanstvím. Návrhu bylo říšskými úřady vyhověno. Slovenskou vládu k této žádosti vedly obavy z finančních ztrát a komplikaci pro nežidovské podílníky v arizovaných firmách. Šlo ale jen o dočasný ústupek, protože v červnu 1940 již protektor Čech a Moravy oznámil, že arizace se týká i židů s cizí státní příslušností.
Spoluzakládal v roce 1940 Vysokou školu obchodní v Bratislavě. Vedl časopis Hospodárske rozhľady a publikoval odborné články a studie. Roku 1943 navázal kontakty s odbojem. Vavro Šrobár ho totiž pozval na schůzku politiků i odbojářů na chatě Martina Mičury u Bytče. Ze schůzky bylo odesláno memorandum londýnskému československému exilu. Mluvilo se v něm o jednotě obnoveného československého státu, ovšem s úplnou rovností Čechů a Slováků. Když byl v letech 1940–1941 internován slovenský komunista Gustáv Husák, intervenoval na žádost Husákovy manželky Magdy Karvaš v jeho prospěch a docílil u Šaňo Macha jeho propuštění.
V roce 1944 se podílel na přípravě Slovenského národního povstání tím, že přesunul platidla do poboček Slovenské národní banky v Ružomberku a Banské Bystrici. Zároveň jako vedoucí Nejvyššího úřadu pro zásobování (tuto funkci zastával od roku 1942) poskytl povstalcům pohonné hmoty a další zásoby. V rámci represí proti povstání ho v září 1944 zatklo gestapo a následně byl vězněn v koncentračních táborech Flossenbürg, Dachau, Innsbruck a Niederdorf. 27. února 1945 byl dokonce v Berlíně odsouzen k trestu smrti. Nakonec ale válku díky pádu nacistického režimu přežil.

### Poválečné působení
Po válce se zaměřil na pedagogickou činnost na Univerzitě Komenského, kde v letech 1947–1948 působil jako děkan právnické fakulty. Předsedal také Mezinárodnímu výkonnému výboru lázní a byl poradcem československé vlády pro obnovu Slovenska. Vědecky se věnoval např. otázkám inflace a pod vlivem svého kolegy Čechráka také hospodářským cyklům. V teorii používal podobně jako Engliš teleologickou metodu, v praxi upřednostňoval nepřímé daně a obhajoval využití rozpočtových rezerv pro hospodářskou politiku státu. Souhrn jeho myšlenek vyšel roku 1947 pod názvem Základy hospodárskej vedy.
Po únorovém převratu odmítl spolupracovat s komunistickým režimem a byl politicky pronásledován a opakovaně vězněn. Hned po roce 1945 stanul před Národním soudem. Ten ho ale zcela zprostil obvinění s poukazem na Karvašovy zásluhy v odboji a při organizování Slovenského národního povstání. V roce 1949 byl ovšem obviněn z velezrady a odsouzen na dva roky pro neoznámení trestného činu. Propuštěn byl po roce a v roce 1953 s rodinou nuceně vystěhován z Bratislavy. Opětovně byl odsouzen pro velezradu roku 1958, nyní k tvrdému trestu 17 let za špionáž a velezradu. Důvodem pro odsouzení přitom byly jen soukromé rozhovory o politické situaci. V případě procesu z roku 1958 šlo o součást širší vlny represí proti domnělým exponentům ľudáckého režimu, které měly zastrašit případné separatistické tendence na Slovensku. Spolu s ním byl souzen i ekonom a politik Peter Zaťko. Propuštěn byl na amnestii v roce 1960. Rehabilitace se dočkal koncem 60. let 20. století. Zemřel na třetí infarkt v roce 1981. V roce 1991 mu byl in memoriam udělen Řád Tomáše Garrigua Masaryka.
Jeho vnučkou je slovenská politička Ľubica Karvašová.